# Austrozephyrus malayica
Austrozephyrus malayica är en fjärilsart som beskrevs av Henry Maurice Pendlebury 1939. Austrozephyrus malayica ingår i släktet Austrozephyrus och familjen juvelvingar. Inga underarter finns listade i Catalogue of Life.